# Copa Interclubes de la Uncaf Femenino
La Copa Interclubes de la Uncaf Femenil es una competición regional anual de fútbol de clubes organizada por UNCAF. La primera edición de la Copa Interclubes se llevó a cabo en Costa Rica, en una sola sede en San José en 2016.

## Formato de torneo
Siete equipos de club de América Central están divididas en dos grupos de tres y cuatro integrantes. El torneo sigue una formato de todos contra todos, en donde los primeros 2 clasificados de cada grupo avanzan a la siguiente fase. Los ganadores clasifican a las semifinales, los vencedores se enfrentan en la final a partido único.

## Historial
El primer torneo fue jugado en una sola sede en San José, Costa Rica, en mayo de 2016. Para esa ocasión lo disputaron 6 equipos de centroamericanos. El campeón fue AD Moravia de Costa Rica al vencer 1-0 a Unifut Rosal de Guatemala.
| Copa Interclubes de la Uncaf Femenil | Copa Interclubes de la Uncaf Femenil | Copa Interclubes de la Uncaf Femenil | Copa Interclubes de la Uncaf Femenil | Copa Interclubes de la Uncaf Femenil | Copa Interclubes de la Uncaf Femenil | Copa Interclubes de la Uncaf Femenil | Copa Interclubes de la Uncaf Femenil                       | Copa Interclubes de la Uncaf Femenil |
| Temporada                            | Campeón                              | Resultado                            | Subcampeón                           | Tercer lugar                         | Tercer lugar                         | Tercer lugar                         | Sede Final                                                 | Goleadora                            |
| ------------------------------------ | ------------------------------------ | ------------------------------------ | ------------------------------------ | ------------------------------------ | ------------------------------------ | ------------------------------------ | ---------------------------------------------------------- | ------------------------------------ |
| 2016                                 | AD Moravia Costa Rica                | 1-0                                  | Unifut Guatemala ·                   | Unifut Guatemala ·                   | Saprissa FF USPS No se disputó       | Saprissa FF USPS No se disputó       | Costa Rica · Estadio Ernesto Rohrmoser, Pavas              | Cristin Granados Saprissa FF (4)     |
| 2017                                 | AD Moravia Costa Rica                | 2-0                                  | UNAN Nicaragua ·                     | UNAN Nicaragua ·                     | Águilas de León Nicaragua            | Lobos UPNFM Honduras                 | Nicaragua · Estadio Nacional, Managua                      | Sheyla Flores Águilas de León FF (5) |
| 2018                                 | Unifut Guatemala ·                   | 1-0                                  | AD Moravia Costa Rica                | AD Moravia Costa Rica                | Alianza FC El Salvador               | Atlético Nacional Panamá             | Panamá · Estadio Maracaná, Panamá                          | Yuvitza Mayén Unifut (8)             |
| 2019                                 | Deportivo Saprissa Costa Rica        | 2-0                                  | UNAN Nicaragua                       | UNAN Nicaragua                       | Alianza FC El Salvador               | Unifut Guatemala ·                   | Nicaragua · Estadio Nacional, Managua                      | Sheyla Flores UNAN (5)               |
| 2020                                 | Cancelado                            | -                                    | -                                    | -                                    | -                                    | -                                    | Panamá · Ciudad de Panamá                                  |                                      |
| 2022                                 | LD Alajuelense Costa Rica            | 1-0                                  | Deportivo Saprissa Costa Rica        | Deportivo Saprissa Costa Rica        | CD FAS El Salvador                   | Tauro FC Panamá                      | Costa Rica · Estadio Morera Soto, Alajuela                 | Mia Corbin Alajuelense (7)           |
| 2023                                 | LD Alajuelense Costa Rica            | 2-2 (5-4 .pen)                       | Tauro FC Panamá                      | Tauro FC Panamá                      | Unifut Guatemala                     | CD Olimpia Honduras                  | Panamá · Estadio Los Andes, Ciudad de Panamá               | Emily Cedeño Tauro (4)               |
| 2024                                 | Santa Fe Panamá                      | 4-0                                  | Alianza FC El Salvador               | Alianza FC El Salvador               | LD Alajuelense Costa Rica            | Unifut Guatemala                     | Guatemala · Estadio Cementos Progreso, Ciudad de Guatemala | Cristina Torres Alianza (5)          |
| 2025                                 | LD Alajuelense Costa Rica            | 1-1 (4-2 .pen)                       | Real Estelí Nicaragua                | Real Estelí Nicaragua                | Under Honduras                       | Alianza FC El Salvador               | Panamá · Ciudad de Panamá                                  | Multiple jugadoras                   |

La edición 2020 fue cancelada debido a la pandemia COVID-19.
A partir de 2023 Unifut participa en la competición como Unifut Antigua, anteriormente como Unifut Rosal.

## Palmarés

### Títulos por país
| Costa Rica  | 6 | 2 |
| Guatemala   | 1 | 1 |
| Panamá      | 1 | 1 |
| Nicaragua   | 0 | 3 |
| El Salvador | 0 | 1 |

### Títulos por club
| Títulos        | Títulos | Títulos    | Títulos          | Títulos         |
| Club           | Títulos | Subtítulos | Años campeón     | Años subcampeón |
| -------------- | ------- | ---------- | ---------------- | --------------- |
| LD Alajuelense | 3       | -          | 2022, 2023, 2025 | -               |
| AD Moravia     | 2       | 1          | 2016, 2017       | 2018            |
| Unifut         | 1       | 1          | 2018             | 2016            |
| Saprissa FF    | 1       | 1          | 2019             | 2022            |
| Santa Fe       | 1       | -          | 2024             |                 |
| UNAN           | -       | 2          |                  | 2017, 2019      |
| Real Estelí    | '       | 1          |                  | 2025            |
| Alianza        | -       | 1          |                  | 2024            |
| Tauro          | -       | 1          |                  | 2023            |

## Tabla histórica de goleadoras

### Máximas goleadoras
| Goleadoras       | Goleadoras | Goleadoras            | Goleadoras             |
| Jugadora         | Goles      | Equipo                | Edición                |
| ---------------- | ---------- | --------------------- | ---------------------- |
| Sheyla Flores    | 12         | Águilas de León, UNAN | 2017, 2018, 2019, 2025 |
| Yuvitza Mayen    | 10         | Unifut                | 2018, 2019, 2023       |
| María Monterroso | 7          | Unifut                | 2018                   |
| Mia Corbin       | 7          | Alajuelense           | 2022                   |
| Sofía varela     | 7          | Saprissa, Alajuelense | 2019, 2024, 2025       |
| Jennie Lakip     | 6          | Alajuelense           | 2022                   |
| Cristin Granados | 6          | Saprissa, Moravia     | 2016, 2017             |
| Karla Villalobos | 6          | Moravia               | 2016, 2017             |
| Daniela Coto     | 6          | Moravia               | 2016, 2017, 2018       |

### Goleadoras por edición
| Goleadoras       | Goleadoras | Goleadoras            | Goleadoras |
| Jugadora         | Títulos    | Equipo                | Edición    |
| ---------------- | ---------- | --------------------- | ---------- |
| Sheyla Flores    | 2          | Águilas de León, UNAN | 2017, 2019 |
| Mia Corbin       | 1          | Alajuelense           | 2022       |
| Yuvitza Mayen    | 1          | Unifut                | 2018       |
| Cristin Granados | 1          | Saprissa              | 2016       |
| Emily Cedeño     | 1          | Tauro                 | 2023       |
| Cristina Torres  | 1          | Alianza               | 2024       |

## Entrenadores

### Campeones
| Entrenadores        | Entrenadores | Entrenadores | Entrenadores     |
| Entrenador          | Títulos      | Equipo       | Edición          |
| ------------------- | ------------ | ------------ | ---------------- |
| Wilmer López        | 3            | Alajuelense  | 2022, 2023, 2025 |
| Karol Robles        | 1            | Saprissa     | 2019             |
| Benjamín Monterroso | 1            | Unifut       | 2018             |
| Paul Mayorga        | 1            | Moravia      | 2016             |
| Bernal Castillo     | 1            | Moravia      | 2017             |
| Fernando Clavero    | 1            | Santa Fe     | 2024             |

Entrenadores que consiguieron el cetro.

## Estadísticas

### Individuales
- Más títulos de goleo:  Sheyla Flores con 2.
- Más títulos:  Gabriela Guillén, Mariela Campos con 4.
- Más goles marcados en general:  Sheyla Flores con 12.
- Más goles anotados en un solo juego:
  -  María Monterroso, 4 a  Olimpia en 2018.
  -  Sheyla Flores, 4 a  Jewel Fury en 2019.

### Club
- Más juegos consecutivos sin perder:  Alajuelense, 10 entre 2022-2024.
- Más juegos disputados:  Unifut, 21.
- Más participaciones:  Unifut, 5.
- Más goles marcados:  Alajuelense, 56.
- Más anotaciones en una edición:  Alajuelense, 28 en 2022.
- Más victorias consecutivas:  Alajuelense, 7 en 2022-2023.
- Más juegos sin recibir gol:  Unifut, 10.
- Más juegos ganados:  Unifut y  Alajuelense, 12.
- Más juegos consecutivos sin recibir gol:  Alajuelense, 4 en 2022-2023
- Más juegos marcando consecutivamente:  Alajuelense, 16.
- Más campeonatos conseguidos:  Moravia, 2; 2016, 2017  Alajuelense, 2; 2022, 2023.
- Más campeonatos consecutivos:  Moravia, 2; 2016, 2017  Alajuelense, 2; 2022, 2023.
- Marcadores más abultados:
  -  Moravia 11-0  Leyendas en 2017.
  -  Tauro 11-0  Olimpia en 2022.
  -  Alajuelense 11-1  Jewel Fury en 2022.
  -  Alajuelense 10-1  C.D Suchitepéquez en 2022.
  -  Águilas de León 9-0  Orchids en 2017.
  -  Unifut 8-1  Jewel Fury en 2018.

Actualizado al 23 de julio de 2025.